# Bosenština
Bosenština (bosanski / босански) je standardizovaný jazykový útvar polycentrického jazyka srbochorvatštiny používaný hlavně Bosňáky. Vychází z východohercegovského štokavského nářečí. Hovoří jím 2–2,5 milionů lidí v Bosně a Hercegovině (1,866 mil.), Srbsku (138 871), Černé Hoře (33 077), Kosovu (28 989), Chorvatsku (16 856), západní Evropě a Severní Americe a také nezjištěné množství emigrantů v Turecku. V podstatě jde o jiný název pro variantu srbochorvatštiny v Bosně a Hercegovině, která byla úředním jazykem v Jugoslávii do roku 1992. Je také oficiálně uznaným menšinovým jazykem v Chorvatsku, Srbsku, Černé Hoře, Severní Makedonii a Kosovu.
Někteří srbští a chorvatští lingvisté rozporují otázku pojmenování jazyka; ten by podle nich měl nést jméno národa (Bosňáků), tedy bosňáčtina, a nikoli bosenština podle názvu země. Jazykovědci přitom opomíjejí, že oba termíny byly historicky synonymické (Bosna > Bosňák (dnes označení pouze pro Muslimy), řidčeji Bosňan > bosenský, řidčeji bosňácký).
Bosenština má pět dialektů: východohercegovský (600 000 mluvčích), zetsko-sjenický (220 000 mluvčích), východobosenský (800 000 mluvčích), novoštokavský ikavský či mladší ikavský (200 000 mluvčích) a kosovsko-resavský (70 000 mluvčích, v Sandžaku).

## Základní prvky bosenského jazyka

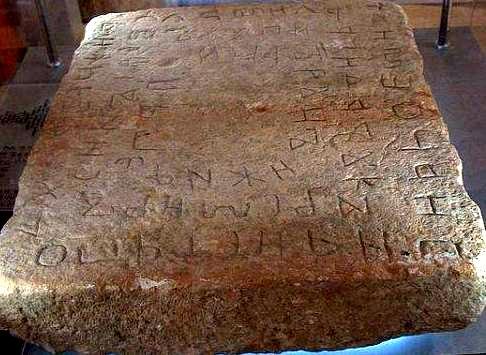
Humačka ploča 10./11. stol.

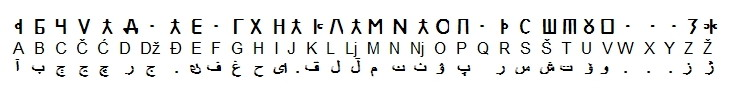
Bosenčice v 15. století, latinka a arabice

Jazykový standard je dosud nestálý, byť v posledních letech dochází k jeho postupné kodifikaci. Hlavní překážkou pro standardizaci bosenštiny a její všestranné normativní užívání je blízkost s chorvatštinou a srbštinou, resp. překrývání těchto jazykových systémů s prostorem uživatelů bosenského jazyka. Tato blízkost na jedné straně mezi mluvčími vytváří nejistotu ohledně spisovnosti jazyka a na straně druhé lingvisty nutí tyto jazyky záměrně odlišovat. Proces srbsko-chorvatského odlišování již značně pokročil, bosenština je v tomto procesu mírně pozadu. O tom svědčí i nejednotné užívání jazykového standardu sdělovacími prostředky bosňáckého národa v Bosně a Hercegovině a Sandžaku. Na bosňácké publikum se zaměřují četná bosenskohercegovská média, např. televizní stanice TV Hayat, Face TV, TV1 a Aljazeera Balkans, deníky a časopisy mediálního konglomerátu Avaz, noviny Oslobođenje a San. V Sandžaku vychází Sandžacké noviny a v Kosovu časopis Alem. Bosenský jazyk je zastoupen i ve veřejnoprávních informačních kanálech; Bosanskohercegovském rádiu a televizi a federální televizi FTV.
Kulturní památky specifického bosenského jazyka jsou psány:
- hlaholicí (glagoljica), dochovalo se jen velmi málo ukázek užití tohoto písma, několik písemných dokumentů a nevelké množství stečků s vyrytými hlaholskými znaky
- bosenčicí (bosančica), což je zvláštní typ cyrilice, který se dále rozvinul v psací písmo (kurzívu) pojmenovanou begovsko pismo, begovské písmo, nejstarší památkou je Humačka ploča (Chlumská deska) z 10. století
  - stećci, kamenné náhrobky ze 12.–15. století
  - povelje, úřední listiny, vydávané bosenskými bány a králi ve 12.–15. století
  - knihy františkánských mnichů
- arabicí (arebica), upravené arabské písmo na slovanskou abecedu – literatura alhamijado
  - literatura psaná v orientálních jazycích, tedy používající arabštinu, turečtinu a perštinu (např. spisovatel a lexikograf Muhamed Hevaija Uskufija)
- latinkou (latinica), hojně užívané písmo až za doby rakousko-uherské okupace, které pak postupně převládlo nad bosenčicí.

## Specifika bosenského jazyka

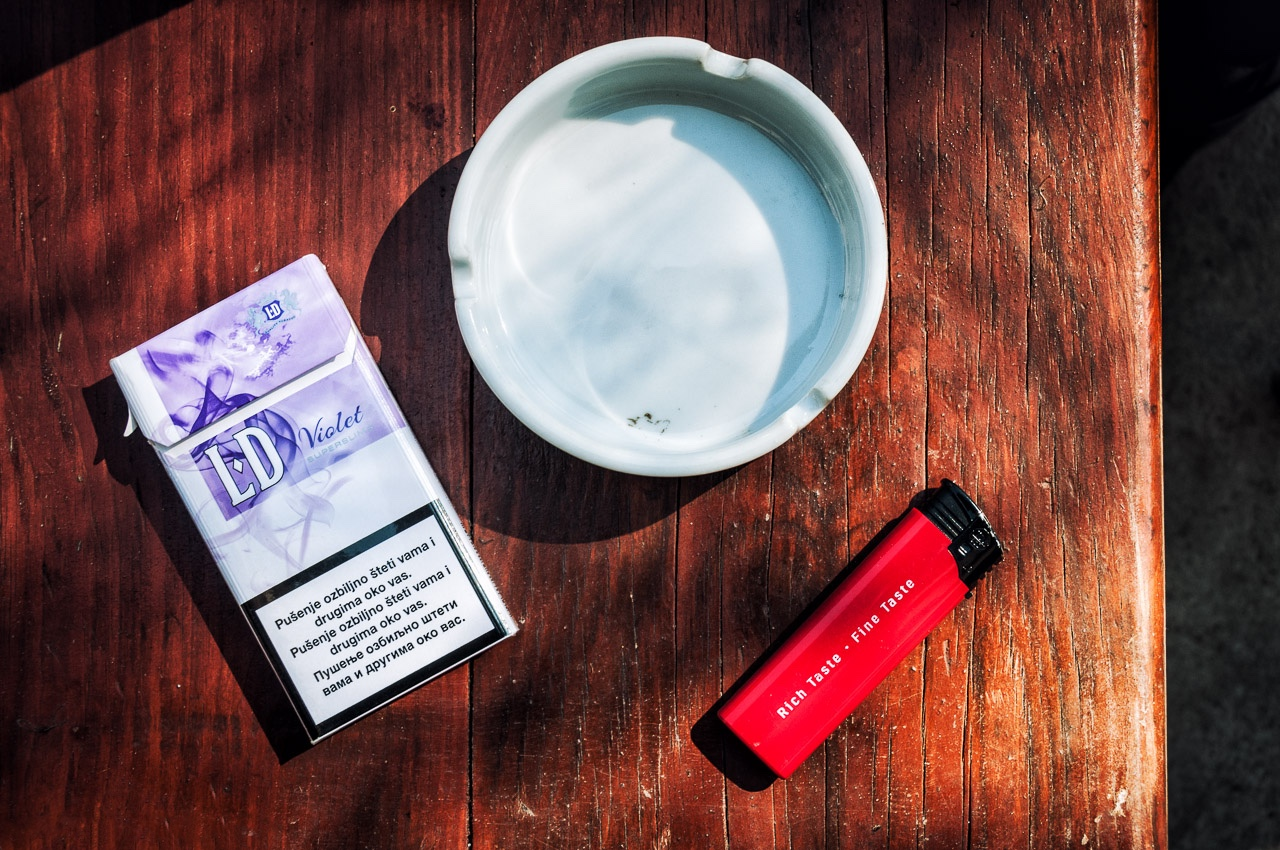
Varování na cigaretách „Kouření vážně škodí vám i ostatním kolem vás“, zdánlivě ve třech jazycích. „Bosenská“ a „chorvatská“ verze jsou totožné a „srbská“ je přepisem naprosto stejného textu v cyrilici.

Rozdíly mezi bosenskými, srbskými a chorvatskými literárními standardy jsou minimální. Ačkoli bosenština používá více tureckých, perských a arabských přejatých slov – běžně nazývaných orientalismy – hlavně ve své mluvené rozmanitosti kvůli skutečnosti, že většina bosenských mluvíčích jsou muslimové, je stále velmi podobná jak srbštině, tak chorvatštině ve své psané i mluvené formě. "Lexikální rozdíly mezi etnickými variantami jsou extrémně omezené, a to i ve srovnání s těmi mezi blízce příbuznými slovanskými jazyky (jako je spisovná čeština a slovenština, bulharština a makedonština), a gramatické rozdíly jsou ještě méně výrazné. Ještě důležitější je, že úplné porozumění mezi etnickými varianty standardního jazyka znemožňují překlad a výuka druhého jazyka.“
Bosenský jazyk jako nový normativní rejstřík štokavského dialektu byl oficiálně zaveden v roce 1996 vydáním publikace Pravopis bosanskog jezika v Sarajevu. Podle toho díla se bosenština lišila od srbštiny a chorvatštiny v některých hlavních jazykových charakteristikách jako jsou: zvukové formáty v některých slovech, zejména „h“ (kahva versus srbský kafa); podstatné a záměrné používání orientálních ("tureckých") slov; pravopis budoucího času (kupit ću) jako v chorvatštině, ale ne v srbštině (kupiću) (oba tvary mají stejnou výslovnost). V novém čísle (2018) Pravopisu bosanskog jezika jsou přijímány slova bez „h“ z důvodu jejich rozšířenosti v jazykové praxi.
Velice časté jsou jazykové dublety, které jsou v srbském či chorvatském prostředí příznakové. Na rozdíl od srbštiny a chorvatštiny nemá jasně vymezený vztah vůči purismům, či internacionalismům.
Během rozpadu Jugoslávie a během v války Bosně a Hercegovině byla dokončena první fáze standardizace bosanského jazyka, a to za přispění slovníku Aliji Isakoviće (Rječnik karakteristične leksike u bosanskome jeziku, 1992, 1993 a 1994, 497 s., poté jako Rječnik bosanskoga jezika: karakteristična leksika, 1995, 391 s.), pravopisu Senahida Haliloviće (Pravopis bosanskoga jezika, 1996, 626 s., 1999, 2004 a 2005, 216 s.) a gramatiky Dževada Jahiće, Senahida Haliloviće a Ismaila Paliće (Gramatika bosanskoga jezika, 2000 a 2004, 476 s., ve stručnější podobě bez příspěvku Dževada Jahiće Gramatika bosanskog jezika, 2007, 326 s.) 
V současné době je bosenským mluvčím k dispozici Slovník bosenského jazyka (Rječnik bosanskog jezika, 2007 a 2010, Ibrahim Čedić, Hadžem Hajdarević, Safet Kadić, 1313 s.), vzniklý na půdě Institutu pro jazyk (Institut za jezik), Slovník bosenského jazyka (Rječnik bosanskoga jezika, 2010, Senahid Halilović, Ismail Palić, Amela Šehović, 1566 s.), vydaný Filozofickou fakultou Univerzity v Sarajevu, a vícedílný Slovník bosenského jazyka (Rječnik bosanskog jezika, A–Ć 2010, 350 s., D–F 2010, 292 s., G–J 2011, 421 s., K–Kor 2012, 292 s., Kos–Lj 2012, 301 s., Nak–Nj 2013, 296 s.) Dževada Jahiće. Široké veřejnosti je dostupný i Slovník cizích slov bosenského jazyka (Rječnik stranih riječi bosanskog jezika, 2011, Ibrahim Čedić, Naila Valjevac a Aida Kršo, 1175 s.), který zaštítil Institut pro jazyk.
| nejznatelnější rozdíly mezi srbochorvatskými jazyky | nejznatelnější rozdíly mezi srbochorvatskými jazyky | nejznatelnější rozdíly mezi srbochorvatskými jazyky | nejznatelnější rozdíly mezi srbochorvatskými jazyky |
| --------------------------------------------------- | --------------------------------------------------- | --------------------------------------------------- | --------------------------------------------------- |
| česky                                               | bosensky                                            | srbsky                                              | chorvatsky                                          |
| káva                                                | kahva                                               | kafa                                                | kava                                                |
| kněz                                                | svećenik                                            | sveštenik                                           | svećenik                                            |
| kuchař                                              | kuhar                                               | kuvar                                               | kuhar                                               |
| lehce                                               | lahko                                               | lako                                                | lako                                                |
| měkké                                               | mehko                                               | meko                                                | meko                                                |
| milion                                              | milion                                              | milion                                              | milijun                                             |
| šálek                                               | fildžan                                             | šolja                                               | šalica                                              |
| talíř                                               | tanjir                                              | tanjir                                              | tanjur                                              |
| vliv                                                | utjecaj                                             | uticaj                                              | utjecaj                                             |

Mezi bosenská specifika patří také duální používání některé slovní zásoby, která je v srbštině či chorvatštině vnímána jako příznaková:
leden – januar nebo siječanj; chléb – hljeb nebo kruh; tisíc – hiljada nebo tisuća; tlak – pritisak nebo tlak; ostrov – ostrvo nebo otok; barva – boja nebo farba; vlak – vlak nebo voz; teta – strina nebo amiđinica; divadlo – pozorište nebo kazalište
| Bosenština používá latinku i cyrilici | Bosenština používá latinku i cyrilici | Bosenština používá latinku i cyrilici | Bosenština používá latinku i cyrilici | Bosenština používá latinku i cyrilici | Bosenština používá latinku i cyrilici | Bosenština používá latinku i cyrilici | Bosenština používá latinku i cyrilici | Bosenština používá latinku i cyrilici | Bosenština používá latinku i cyrilici | Bosenština používá latinku i cyrilici | Bosenština používá latinku i cyrilici | Bosenština používá latinku i cyrilici | Bosenština používá latinku i cyrilici | Bosenština používá latinku i cyrilici | Bosenština používá latinku i cyrilici | Bosenština používá latinku i cyrilici | Bosenština používá latinku i cyrilici | Bosenština používá latinku i cyrilici | Bosenština používá latinku i cyrilici | Bosenština používá latinku i cyrilici | Bosenština používá latinku i cyrilici | Bosenština používá latinku i cyrilici | Bosenština používá latinku i cyrilici | Bosenština používá latinku i cyrilici | Bosenština používá latinku i cyrilici | Bosenština používá latinku i cyrilici | Bosenština používá latinku i cyrilici | Bosenština používá latinku i cyrilici | Bosenština používá latinku i cyrilici | Bosenština používá latinku i cyrilici |
| ------------------------------------- | ------------------------------------- | ------------------------------------- | ------------------------------------- | ------------------------------------- | ------------------------------------- | ------------------------------------- | ------------------------------------- | ------------------------------------- | ------------------------------------- | ------------------------------------- | ------------------------------------- | ------------------------------------- | ------------------------------------- | ------------------------------------- | ------------------------------------- | ------------------------------------- | ------------------------------------- | ------------------------------------- | ------------------------------------- | ------------------------------------- | ------------------------------------- | ------------------------------------- | ------------------------------------- | ------------------------------------- | ------------------------------------- | ------------------------------------- | ------------------------------------- | ------------------------------------- | ------------------------------------- | ------------------------------------- |
| l. velké:                             | A                                     | B                                     | C                                     | Č                                     | Ć                                     | D                                     | DŽ                                    | Đ                                     | E                                     | F                                     | G                                     | H                                     | I                                     | J                                     | K                                     | L                                     | LJ                                    | M                                     | N                                     | NJ                                    | O                                     | P                                     | R                                     | S                                     | Š                                     | T                                     | U                                     | V                                     | Z                                     | Ž                                     |
| l. malé:                              | a                                     | b                                     | c                                     | č                                     | ć                                     | d                                     | dž                                    | đ                                     | e                                     | f                                     | g                                     | h                                     | i                                     | j                                     | k                                     | l                                     | lj                                    | m                                     | n                                     | nj                                    | o                                     | p                                     | r                                     | s                                     | š                                     | t                                     | u                                     | v                                     | z                                     | ž                                     |
| c. velké:                             | А                                     | Б                                     | Ц                                     | Ч                                     | Ћ                                     | Д                                     | Џ                                     | Ђ                                     | Е                                     | Ф                                     | Г                                     | Х                                     | И                                     | Ј                                     | К                                     | Л                                     | Љ                                     | М                                     | Н                                     | Њ                                     | О                                     | П                                     | Р                                     | С                                     | Ш                                     | Т                                     | У                                     | В                                     | З                                     | Ж                                     |
| c. malé:                              | а                                     | б                                     | ц                                     | ч                                     | ћ                                     | д                                     | џ                                     | ђ                                     | е                                     | ф                                     | г                                     | х                                     | и                                     | ј                                     | к                                     | л                                     | љ                                     | м                                     | н                                     | њ                                     | о                                     | п                                     | р                                     | с                                     | ш                                     | т                                     | у                                     | в                                     | з                                     | ж                                     |

Bosenský jazyk je stejně jako srbština a chorvatština jedním z úředních jazyků Bosny a Hercegoviny. Ústavou Černé Hory a Kosova je garantováno jeho užití příslušníky národnostních menšin. V Srbsku a Makedonii je uznáván jako minoritní jazyk.

## Příklady

### Číslovky
| Bosensky | Česky |
| jedan    | jeden |
| dva      | dva   |
| tri      | tři   |
| četiri   | čtyři |
| pet      | pět   |
| šest     | šest  |
| sedam    | sedm  |
| osam     | osm   |
| devet    | devět |
| deset    | deset |